# Lake Havasu City
Lake Havasu City is een plaats (city) in de Amerikaanse staat Arizona, en valt bestuurlijk gezien onder Mohave County.
Er is daar een oude versie van de London Bridge te vinden. Toen deze brug in Londen aan vervanging toe was, werd de oude brug in stukken naar Lake Havasu City overgebracht en hier weer opgebouwd.

## Demografie
Bij de volkstelling in 2000 werd het aantal inwoners vastgesteld op 41.938.
In 2006 is het aantal inwoners door het United States Census Bureau geschat op 56.355, een stijging van 14417 (34.4%).

## Geografie
Volgens het United States Census Bureau beslaat de plaats een oppervlakte van
111,6 km², waarvan 111,5 km² land en 0,1 km² water.

## Plaatsen in de nabije omgeving
De onderstaande figuur toont nabijgelegen plaatsen in een straal van 40 km rond Lake Havasu City.